# Datenträgerbereinigung
Datenträgerbereinigung ist ein Begriff aus der Computertechnik und bezeichnet einen Reinigungsvorgang auf internen Datenträgern, zum Beispiel Festplatten, die von einem Betriebssystem verwendet werden. Die Bereinigung löscht überflüssige Dateien automatisiert von der Festplatte.

## Aufgabe
Die Bereinigung des Datenträgers hat die Aufgabe, überflüssige Dateireste, die durch Systemanwendungen angelegt wurden, zu entfernen. So wird Speicherkapazität für eigene Zwecke freigegeben und das System gewinnt an Schnelligkeit, da Zugriffe auf die Systempfade effizienter erfolgen können.
Folgende Typen von unnötigen Daten auf der Festplatte werden von speziellen Programmen, die auf die Säuberung der Festplatte spezialisiert sind, „bekämpft“:

### Temporäre Dateien
Während der Arbeit an einem PC werden durch laufende Prozesse (Programme, zum Beispiel Microsoft Word) ständig temporäre Dateien (meistens bekannt als *.tmp) abgelegt.
Diese dienen dazu, in den Anwendungsprogrammen erstellte Inhalte vorübergehend zu sichern, vor allem aber das System und den Arbeitsspeicher zu entlasten, Ressourcen zu sparen und eine schnellere Arbeit zu gewährleisten.
Diese Überreste werden nach einem Absturz, oder einer ungültigen Programmabfrage nicht automatisch eliminiert und bleiben auf der Festplatte dauerhaft und meist unbemerkt gespeichert.

### Temporäre Internetfiles
Beim Aufrufen von Websites mit einem Webbrowser, fallen unter Umständen ebenfalls eine Menge speicherkostende Ordner und Dateien auf der Festplatte an. Bei jedem Besuch einer Website kopiert der gerade benutzte Browser Bilddateien, HTML-Skripts, CSS-Informationen und andere vom Server empfangene Daten auf die Festplatte.
Zweck dieser Datensicherung ist das schnellere Aufbauen einer Site beim nächsten Besuch, weil für die eingebundenen Dateien nicht erst eine Anforderung an den Webserver gesendet werden muss. Außerdem entfällt der interne Download der benötigten Informationen.
Die Verwendung dieses Verfahrens birgt jedoch einige Risiken. Die gewünschte Site ist beim nächsten Aufruf möglicherweise nicht aktuell oder bereits heruntergeladene Informationen enthalten Viren. Außerdem kosten Bilddateien, die von vielen Webseiten gespeichert werden, einige MBs Platz auf der Festplatte.

### Systemordner „Temp“
Unter Windows ist meist im Wurzelverzeichnis ein spezieller Dateiordner TEMP angelegt, in den vor allem Setups Dateien entpacken. Auch diese werden von der Installationsroutine nicht zwingend gelöscht, zum Beispiel wenn der Setupassistent vor Fertigstellung abgebrochen wird.

## Funktion im Betriebssystem
Die gängigen Betriebssysteme wie Windows, Linux und Mac OS haben bereits eine hauseigene Funktion zur Datenträgerbereinigung integriert. Diese ist in ihrem Funktionsumfang jedoch ziemlich beschränkt, so dass temporäre Dateien in anderen Verzeichnissen außer Temp sowie Dateien von anderen Browsern nicht gelöscht werden.
Außerdem sucht man Statistiken oder Timer zur regelmäßigen Bereinigung vergebens. Mit dieser Methode können nicht alle überflüssigen Daten vom System entfernt werden.

## Software

### Kostenpflichtig
Auf dem Markt gibt es einiges an kostenpflichtiger Software, die verspricht, die Leistung des Computers durch eine Datenträgerbereinigung zu verbessern. Dazu gehören beispielsweise:
- TreeSize Professional / TreeSize Personal
- BoostSpeed
- WashAndGo (ehemals Purgatio Pro)
- TuneUp Utilities

### Freeware (kostenlos)
Daneben gibt es für diesen Zweck auch Freeware. Dazu gehören zum Beispiel:
- CCleaner von Piriform Ltd. (seit 2005)
- TreeSize Free (seit 1996)
- Filerid von NUHsoftware (seit 2006)
- Sweepi
- TempDel
- TinyScan
- HDCleaner